# Незаменљив токен
Незаменљив токен или NFT (од енгл. Non-fungible token) је јединствени дигитални идентификатор који се похрањује у блокчејну и користи за потврду власништва и аутентичности. NFT се не може копирати, заменити или поделити. Власништво над НФТ-ом је забележено у блокчејну и власник га може пренети, чиме се омогућава продаја и промет НФТ-а. НФТ може креирати било ко и за креирање је потребно мало или нимало вештина кодирања. НФТ обично садрже референце на дигиталне датотеке као што су уметничка дела, фотографије, видео и аудио записи. НФТ је незаменљив зато што се може појединачно идентификовати, за разлику од криптовалута, које су заменљиве.
Заговорници НФТ-а тврде да се њиме обезбеђује јавни сертификат о аутентичности или доказ о власништву. Међутим, законска права која преноси НФТ могу бити неизвесна. Власништво над НФТ-ом, како га дефинише блокчејн, нема инхерентно правно значење и не даје нужно ауторска права, права интелектуалне својине или друга законска права над његовом повезаном дигиталном датотеком. НФТ не ограничава дељење или копирање повезане дигиталне датотеке и не спречава стварање НФТ-ова који се позивају на идентичне датотеке.
Трговање НФТ-ом је порасло са 82 милиона америчких долара у 2020. години на 17 милијарди у 2021. Критичари су навели да су НФТ-ови коришћени за пословне шпекулације и преваре у трговању уметничким делима. Такође, било је и критика због трошкова енергије и карбонског отиска повезаног са неким врстама блокчејна. Тржиште НФТ-а неки пореде са економским балоном или Понзи шемом. Током свог врхунца, три највеће НФТ платформе биле су Итиријум, Солана и Кардано. 2022. тржиште НФТ-а је било у кризи; процена из маја 2022. је била да је број продаје опао за преко 90% у односу на 2021. До септембра 2023. један извештај је тврдио да преко 95% НФТ наплата нема стварну новчану вредност. 

## Карактеристике
НФТ је датотека са подацима,која се може продавати и трговати и која је ускладиштена у дигиталном записнику кога знамо под именом блокчејн. НФТ може бити повезан са одређеном ствари – дигиталном или физичком – као што је, на пример, слика, уметничко дело, музика или снимак неког спортског догађаја. НФТ може дати лиценцна права за коришћење ових ствари у одређену сврху. НФТ се може куповати и продавати на дигиталним тржиштима. Међутим, ванзаконска природа НФТ трговања обично резултира неформалном разменом власништва над имовином која нема правни основ за извршење, па се тако углавном види само као један израз статусног симбола.
НФТ-ови функционишу као криптографски токени (жетони), али за разлику од криптовалута, НФТ-ови се обично не могу међусобно размењивати.

### Ауторско право
НФТ искључиво представља доказ о власништву над блокчејн записом и не подразумева нужно да власник поседује права интелектуалне својине на дигитално средство које НФТ представља.   Неко може да прода НФТ који представља њихово дело, али купац неће нужно добити ауторска права на то дело. Штавише, продавац може да настави да креира додатне НФТ копије истог дела.  Према правници Ребеки Тушнет „У једном смислу, купац стиче све што свет уметности мисли да је стекао. Купци дефинитивно не поседују ауторска права на дело које НФТ представља, осим ако се то уговором експлицитно не пренесе“.
Одређени НФТ пројекти, као што је Борд Ејпс (енгл. Bored Apes; у дословном преводу: Мајмуни који се досађују), експлицитно додељују права интелектуалне својине појединачних слика њиховим власницима. НФТ колекција Крипто Панкс (енгл. CryptoPunks) је првобитно забранила власницима својих НФТ-ова да користе повезана дигитална уметничка дела за комерцијалну употребу, али је касније дозволила такву употребу.

## Историја

### Рани пројекти
Први познати НФТ био је Квантум (енгл. Quantum) којег су у мају 2014. креирали Кевин Мекој и Анил Даш. Овај НФТ се састоји од видео клипа које је направила Мекојева супруга Џенифер. Мекој је регистровао видео на блокчејну Нејмкоин (енгл. Namecoin) и продао га Дашу за 4 долара, током презентације уживо у Новом музеју (енгл. New Museum) у Њујорку. Мекој и Даш су ту технологију назвали „монетизована графика“ (енгл. monetized graphics).
У октобру 2015, први НФТ пројекат, Итерија (енгл. Etheria), покренут је и демонстриран на ДЕВКОН 1 у Лондону, првој Итеријум-овој конференцији за програмере, три месеца након лансирања Итиријум блокчејна. Већина Итиријиних 457 хексагоналних плочица, које се могу купити и којима се може трговати, остала је непродата више од пет година све до 13. марта 2021. године. Тада је обновљено интересовање за НФТ изазвало да у року од 24 сата, све плочице тренутне и претходне верзије буду кодиране на 1 ЕТХ (1 ЕТХ = 0,43 америчка долара у тренутку лансирања), и да буду продате за укупно 1,4 милиона америчких долара.
У 2016. години „полу-заменљиви“ НФТ пројекат под називом Ретки Пепе, који се односио на мем Жабац Пепе и који је укључио групу уметника, појавио се на Биткоину кроз протокол познат као Каунтерпарти (енгл. Counterparty), који је креиран 2014.
У 2017. години, неколико нових НФТ пројеката су користили „заменљиви“ стандард токена познат као ЕРЦ-20. Кјурио Кардс (енгл. Curio Cards) је заслужан за Итиријумов први уметнички НФТ пројекат који користи заменљиви стандард и садржи уметничка дела у облику картице међу разним типовима слика укључујући и корпоративне логотипе. Генеративни уметнички пројекат од 10.000 пикселизованих знакова познат као Крипто Панкс појавио се убрзо у јуну, да би се убрзо етаблирао као један од комерцијално најуспешнијих НФТ пројеката. У децембру се појавила колекција заснована на клипарту са сликама стена под називом Етер Рок (енгл. EtherRock).
у новембру 2017. лансирана је надалеко цењена блокчејн игра на Итиријуму позната као Крипто Маце (енгл. CryptoKitties) која је  заслужна за пионирску улогу у ономе што се сматра првим веродостојним стандардом незаменљивих токена, познатим као ЕРЦ-721. Ова игра је користила рану верзију ЕРЦ-721 која се разликовала од формално објављене верзије стандарда из 2018. године.

### ЕРЦ-721: Незаменљиви стандард токена
Док експерименти око незаменљивости токена постоје на блок-чејновима још од 2012. са протоколом званим Обојени новчићи (енгл. Colored Coins), преломни момента је био резултат рада заједнице под називом ЕРЦ-721: Незаменљиви стандард токена (енгл. ERC-721: Non-Fungible Token Standard) објављеним 2018. на иницијативу легалних хакера и главног аутора Вилијама Ентрикена. Овај стандард је препознат као основа за раст НФТ-а и ширег еко-система. ЕРЦ-721  је увео формализацију и дефинисање термина Незаменљиви токен „НФТ“ у номенклатури блокчејна успостављањем стандарда за паметне уговоре познате као „ЕРЦ-721“. Паметним уговорима прецизирано је да токени имају јединствене атрибуте и детаље о власништву, тако што се гарантује да два токена не могу бити иста. Креирање деривативних стандарда је уследило из његовог утицаја на Итиријум (као ЕРЦ-1155 који омогућава полу-заменљивост) и друге блок-чејнове. Његова свестраност се показала функционалном у бројним случајевима употребе, укључујући дигитална уметничка дела, акте о физичким предметима, некретнине (укључујући виртуелне), приступне пропуснице и предмете од вредности у дигиталним играма. На крају крајева, појава ЕРЦ-721 је препозната и по томе што је суштински променила пејзаж дигиталне верификације, аутентификације и власништва.

#### Порекло појма „НФТ“ и његово усвајање
Није познато да се термин НФТ користио пре блокчејн игре Крипто Маце. Кроз дискусију међу заинтересованим странама за нацрт ЕРЦ-721, термин "дело" је разматран међу другим алтернативама укључујући термине: препознатљива имовина, наслов, токен, имовина, капитал, тикет. На крају, кроз Ентрикенову иницијативу, гласање је одржано како би се одлучило која ће се реч користити у завршном документу. Термин „НФТ“ је на крају изабран.
Израз „НФТ“ и стандард ЕРЦ-721 добили су значај и популарност захваљујући блокчејн игри Крипто Маце из 2017. Док су користили ЕРЦ-721 стандард, Крипто Маце су препознате кao првa мејнстрим НФТ апликација. Популарност ове игре је била толика да је надмашила тадашњу процесорску снагу Итиријума.

#### Утицај
Током врхунца успеха Крипто Маца и појаве ЕРЦ-721 токена 2017. године, појавило се НФТ тржиште (платформа) под називом Опен Си (енгл. OpenSea; у дословном преводу: Отворено море) како би се отвориле нове могућности пословања коришћењем новог стандарда незаменљивих токена. Опен Си се убрзо позиционирао на чело тржишта НФТ-а, нараставши на тржишну капитализацију од 1,4 милијарде долара током НФТ процвата 2021.
2021. године, часопис Уметнички Преглед (енгл. ArtReview) хвалио је ЕРЦ-721 као „најмоћнији уметнички ентитет на свету“ који ствара нове врсте тржишта за уметничка дела тако што одступа од традиционалних норми и тиме што "уводи у игру другу врсту колекционара". Уметник Мајк Винкелман "Бипл" (енгл. Michael Joseph Winkelmann "Beeple") је продао ЕРЦ-721 НФТ свог сабраног уметничког дела познатог као Свакодневно: Првих 5000 дана (енгл. Everydays: The First 5000 Days) на аукцији у Кристиз (енгл. Christie's) за 69 милиона долара. То је био први пример да једна реномирана уметничка галерија продаје НФТ.

### Опште НФТ тржиште
Тржиште НФТ-а је доживело брз раст током 2020. године, а његова вредност се утростручила на 250 милиона америчких долара. У прва три месеца 2021. године, више од 200 милиона долара је потрошено на НФТ. У првим месецима 2021. интересовање за НФТ је порасло након бројних распродаја и уметничких аукција високог профила. У мају 2022, Вол стрит џурнал је објавио да је тржиште НФТ-а „у колапсу“. Дневна продаја НФТ токена је опала за 92% од септембра 2021., а број активних новчаника на НФТ тржишту пао је за 88% од новембра 2021. Извештај са сајта за коцкање криптовалутама даппГамбл (енгл. dappGambl) из септембра 2023. тврди да је 95% НФТ-ова пало "на нулту новчану вредност". 

## Користи

### Права на повезане датотеке
НФТ-ови су обично коришћени за размену дигиталних токена који се повезују са неком дигиталном датотеком. Власништво над НФТ-ом је често повезано са лиценцом за коришћење повезане дигиталне датотеке, али НФТ генерално не преноси ауторска права купцу. Неки уговори дају лиценцу само за личну, некомерцијалну употребу, док друге лиценце дозвољавају комерцијалну употребу повезане дигиталне датотеке. Ова врста децентрализованог интелектуалног ауторског права представља алтернативу устаљеним облицима заштите ауторских права које контролишу државне институције и посредници унутар дотичне индустрије.

#### Дигитална уметност
Дигитална уметност често користи НФТ. Аукције високог профила НФТ-ова повезаних са дигиталном уметношћу привукле су значајну пажњу јавности; прва таква велика аукција одржана је у Кристиз 2021. године. Рад под називом Спајање (енгл. Merge) уметника Пака био је најскупљи НФТ, са аукцијском ценом од 91.8 милиона америчких долара. Већ поменути рад под насловом Свакодневно: првих 5000 дана, уметника Мајка Винкелмана (познатог као Бипл) други је најскупљи икада по цени од 69.3 милиона долара. 
Неке НФТ колекције, укључујући Борд Ејпс, Етер Рокс и Крипто Панкс, су примери генеративне уметности, где се много различитих слика ствара склапањем једноставних компоненти слике у различитим комбинацијама.
У марту 2021, блокчејн компанија Инџектив Протокол (енгл. Injective Protocol) купила је оригиналну сериграфију по цени од 95.000 долара под насловом Моронс (Бели) од енглеског уметника графита Банксија и снимила како га неко пали упаљачем за цигарете. Они су отпремили видео снимак (познато као "минтинг" на НФТ сцени) и продали га као НФТ.   Особа која је уништила уметничко дело, која је себе назвала „Изгорели Банкси“ (енгл. Burnt Banksy), описала је тај чин као начин да се физичко уметничко дело пренесе у НФТ сферу.
Амерички кустос и историчар уметности Тина Риверс Рајан, специјализована за дигитална дела, рекла је да музеји уметности углавном нису уверени да НФТ имају „трајни културни значај“. Рајан упоређује НФТ-ове са уметношћу на интернету пре него што се појавио дот-ком балон.   У јулу 2022. године, након контроверзне продаје Микеланђелове Донијеве Госпе, у Италији је забрањена продаја НФТ репродукција познатих уметничких дела. С обзиром на сложеност и недостатак регулисања ове материје, Министарство културе Италије је привремено затражило од својих институција да се уздрже од потписивања уговора који укључују НФТ.
Не постоје централизовани начини аутентификације који би спречили да се украдена или фалсификована дигитална дела продају као НФТ. Упркос томе, познате аукцијске куће попут Сотбија, Кристиз и разни музеји и галерије широм света започели су сарадњу и партнерство са дигиталним уметницима као што су Рефик Анадол, Дангиуз и Сара Закер.
НФТ-ови повезани са дигиталним уметничким делима могли су да се продају и купују преко НФТ платформи. Опен Си, покренут 2017. године, био је једно од првих тржишта које је угостило различите врсте НФТ-ова.  У јулу 2019, Национална кошаркашка асоцијација, Удружење НБА играча и Дапер Лабс (творци Крипто Маца) покренули су заједничко предузеће НБА Топ Шот (енгл. NBA Top Shot) за љубитеље кошарке којим се омогућава да купују НФТ-ове са приказима занимљивих и историјских тренутака у кошарци.  Године 2020. створен је Рерибл (енгл. Rarible) који дозвољава вишеструку дигиталну имовину. У 2021. години, Рерибл и Адобе су основали партнерство како би поједноставили верификацију и безбедност метаподатака за дигитални садржај, укључујући и НФТ. У 2021. берза криптовалута Бајнанс, покренула је своје НФТ тржиште. 2022. основан је еТоро Арт од еТоро за подршку НФТ колекцијама и новим ствараоцима дигиталне уметности. 

#### Виртуелне игре
НФТ могу представљати предмете од вредности у виртуалним играма. Неки коментатори описују да предмете контролише „корисник“ уместо програмера игре, те да се њима може трговати на трећим тржиштима без дозволе програмера игре. Пријем НФТ-а од стране програмера игара је помешан, при чему су неки попут Убисофта прихватили технологију, док су је Валве и Микрософт формално забранили.

#### Музика и филм
НФТ-ови су предложени за употребу у филмској индустрији као начин да се токенизују филмске сцене и продају као колекционарски предмети у облику НФТ-а. Уметници укључени у филмску и индустрију забаве тако могу тражити ауторске хонораре преко НФТ-а.
До сада су се НФТ користили како у музичкој тако и у филмској индустрији.
- У мају 2018. 20th Century Studios се удружио са Атом Тикетс када су објавили ограничено издање дигиталних постера за промоцију филма Деадпул 2. Били су доступни на ОпенСеа и ГФТ берзи (енгл. GFT exchange).[102]
- У марту 2021. документарац Адама Бензина из 2015. Клод Ланцман: Сабласти Шоа (енгл. Claude Lanzmann: Spectres of the Shoah) постао је први филм који је стављен на аукцију као НФТ.[103]
- Други примери НФТ-а који се користе у филмској индустрији укључују колекцију НФТ уметничких дела за Годзилу против Конга[104], објављивање хорор филма Кевина Смита Килрој је био овде (енгл. KillRoy Was Here), и филма Нулти контакт из 2021.[105]
- У априлу 2021. објављен је НФТ за партитуру филма Тријумф, коју је компоновао Грег Леонард.[106]
- У новембру 2021, филмски редитељ Квентин Тарантино објавио је седам НФТ-ова заснованих на нерезаним сценама из његовог филма Петпарачке приче. Мирамакс је након тога поднео тужбу тврдећи да су њихова права на филм прекршена и да им је првобитни уговор са Тарантином из 1993. дао право на НФТ за Петпарачке приче.[107]
- У августу 2022. Мјуз је објавио албум Воља народа (енгл. Will of the People) као 1000 НФТ-а и тиме је постао први музички албум за који би се продаја НФТ-а квалификовала за британску и аустралијску топ-листу.[108] [109]

До фебруара 2021. године, НФТ-ови су остварили 25 милиона долара прихода продајом уметничких дела и песама као НФТ. 28. фебруара 2021, електронски музичар Џастин Дејвид Блау продао је колекцију од 33 НФТ-а за укупно 11.7 милиона долара.  3. марта 2021. направљен је НФТ за промоцију албума Кингс оф Лион.  
Неки од осталих музичара који су користили НФТ су амерички репер Лил Памп,   Грајмс, визуелни уметник Шепард Фејри и репер Еминем.
У раду представљеном на 40. међународној конференцији о информационим системима у Минхену 2019. године сугерише се коришћење НФТ-а као улазница за различите врсте догађаја. Ово би омогућило организаторима догађаја или уметницима који тамо наступају да добију хонораре чак и када се улазнице препродају.

#### Политика
- Дана 15. децембра 2022. Доналд Трамп, тада бивши председник Сједињених Држава, објавио је низ НФТ-ова са својим сликама по цени од 99 долара.[124] Пријављено је да је од овог пројекта зарадио између 100.000 и милион долара.[125]
- Едвард Сноуден је креирао НФТ за своју дигиталну уметничку слику под називом "Остани слободан" (енгл. Stay Free) и продао је за 2244 Етереума, што је тада (16. април 2021.) износило 5.4 милиона америчких долара. Сноуденово дело показује његово лице одсликано у колажу исечака судских докумената који потврђују да је програм масовног прислушкивања од стране америчких власти био у супротсности са Америчким законом. Зараду од продаје Сновден је проследио својој непрофитној организацији Фондација за слободу штампе (енгл. Freedom of the Press Foundation).[126]

### Случајеви употребе НФТ-а у науци и медицини
НФТ су применљиви и у научне и медицинске сврхе. Могуће примене укључују претварање података о пацијентима у НФТ, праћење ланаца снабдевања и заштита патената као НФТ.
Монетарни аспект продаје НФТ-а користиле су неке академске институције за финансирање својих истраживачких пројеката.
- Универзитет у Калифорнији, Беркли, објавио је у мају 2021. своју намеру да прода на аукцији НФТ два патента проналазака за које су креатори добили Нобелову награду: патенте за уређивање гена ЦРИСПР и имунотерапију рака. Универзитет би, међутим, задржао власништво над патентима.[131] [132] 85% средстава прикупљених продајом збирке требало је да се искористи за финансирање истраживања.[133] [134] Колекција је укључивала руком писана обавештења и факсове Џејмса Алисона и названа је Четврти стуб (енгл. The Fourth Pillar). Продат је у јуну 2022. за 22 Етереума, што је износило око  54,000 долара у то време.[135]
- Џорџ Черч, амерички генетичар, најавио је своју намеру да прода свој ДНК путем НФТ-а и користи профит за финансирање истраживања које спроводи Небула Геномикс. У јуну 2022. објављено је 20 НФТ-ова са његовим ликом уместо првобитно планираних НФТ-ова његовог ДНК.[136] Упркос помешаним реакцијама, сматра се да је пројекат био део напора да се генетски подаци 15.000 појединаца користе за генетско истраживање. Коришћењем НФТ-а корисницима је омогућена исплата за уступање њихових генетских података.[137] Неколико других компанија је било укључено у сличне и често критиковане напоре да користе генетске податке засноване на блокчејну како би корисницима гарантовали већу контролу над њиховим подацима и омогућили им да добију директну финансијску надокнаду кад год се њихови подаци продају.[135]
- Молекјул Протокол (енгл. Molecule Protocol), пројекат са седиштем у Швајцарској, користи НФТ за дигитализацију интелектуалних ауторских права научника и истраживачких тимова у сврху финансирања даљих истраживања.[138] Циљ је представљање ауторских права научних радова као НФТ и омогућавање њихове размене између истраживача и инвеститора на будућем тржишту.[139] Пројекат је успео да прикупи 12 милиона долара у јулу 2022.[138] Сличан приступ је најавио и РМДС Лаб.[140]

### Шпекулације
НФТ-ови који представљају дигиталне колекционарске предмете и уметничка дела су спекулативна имовина. Експерти су назвали раст куповине НФТ-а економским балоном, попут Дот-ком балона из задње декаде 20. века.  У марту 2021. Мајк Винкелман је назвао НФТ „мехуром ирационалне бујности“. До средине априла 2021. потражња за НФТ је опала, што је довело до значајног пада цена. Финансијски теоретичар Вилијам Џ. Бернштајн упоредио је тржиште НФТ-а са манијом лала (хол. tulpenmanie) из 17. века, рекавши да сваки спекулативни балон захтева технолошки напредак да би људи развили ентузијазам, који делимично потиче од екстремних предвиђања о неком производу. За креаторе регулаторне политике, НФТ-ови представљају плодно тло за шпекулације и преваре због своје високе волатилности (непредвидивост промена варијабли у временском периоду).

### Прање новца
Као и у случају блокчејн хартија од вредности и традиционалних продаја уметничких дела, НФТ се потенцијално може користити за прање новца. Злоупотреба се може огледати у случајевима креирања неколико дигиталних новчаника за једног појединца, генерисања фиктивних продаја и последичне продаје припадајућег НФТ-а некој трећој страни. Према извештају компаније Чејналисис, ове врсте трговања су присутне међу перачима новца због анонимне природе трансакција на НФТ тржиштима.   Луксрер (енгл. Looksrare), креиран почетком 2022. године, постао је познат по великим сумама оствареним продајом НФТ-а, који су износили 400 милиона долара дневно. Ове велике суме су генерисане великим делом кроз "трговину опраним новцем". Лондонски Ројал Јунајтед Сервисиз Институт је изјавио да би се сваки ризик у вези са прањем новца путем НФТ-а могао ублажити употребом „KYC мера, јаких мера сајбер безбедности и регистра украдених уметничких дела (...) без да се раст овог новог тржишта ограничава".
Аукцијске платформе за НФТ могу се суочити са регулаторним притиском да се придржавају закона о спречавању прања новца. Гоу Вењун (Gou Wenjun), директор центра за праћење Народне банке Кине, рекао је да би НФТ-ови могли „лако постати алати за прање новца“. Он је указао на незакониту експлоатацију криптографских технологија и навео да су се илегални актери често представљали као иноватори у финансијској технологији.
Студија Министарства финансија Сједињених Држава из 2022. године процењује да постоје „неки докази о ризику од прања новца на тржишту уметничких дела високе вредности“, укључујући „настајуће тржиште дигиталне уметности, као што је коришћење незаменљивих токена (НФТ)“. Студија је разматрала како НФТ трансакције могу бити једноставнија опција за прање новца кроз уметност, због мање проблема везаних за транспорт и осигурање у односу на традиционалну трговину уметничким делима. Неколико НФТ берзи су означене као пружаоци услуга виртуелне размене које могу бити у сукобу са прописима америчке Мреже за борбу против финансијских злочина.  У марту 2022, две особе су оптужене за извршење милионске НФТ преваре путем електронских трансакција (скама).
Европска комисија је у јулу 2022. објавила да планира да донесе прописе за борбу против прања новца до 2024. 

### Друге употребе
- Године 2019. Најки је патентирао систем под називом Крипто Кикс (енгл. CryptoKicks) који би користио НФТ за проверу аутентичности својих производа и купцу би дао виртуелну верзију производа.[159]
- Неки пројекти су користили НФТ у услужним делатностима, укључујући приступ приватним онлајн клубовима.[160] [161]

## Стандарди у блокчејновима
Неколико блокчејнова је додало подршку за НФТ откако је Итиријум креирао свој ЕРЦ-721 стандард. 
ЕРЦ-721 је "наслеђен" стандард паметних уговора, што значи да програмери могу креирати уговоре копирањем из референтне апликације. ЕРЦ-721 пружа основне методе које омогућавају праћење власника јединственог идентификатора, као и начин на који власник преноси средства на друге. Други стандард, ЕРЦ-1155, нуди "полу-заменљивост" при чему токен представља класу заменљивих средстава.

## Проблеми и критике

### Неспроводљивост ауторских права
Пошто је садржај НФТ-а јавно доступан, свако може лако да копира датотеку на коју се односи неки НФТ. Штавише, власништво над НФТ-ом на блокчејну не преноси аутоматски и права интелектуалне својине на датотеку на који се НФТ односи.
Постало је добро познато да се НФТ слика може копирати или сачувати из веб претраживача коришћењем менија десног клика за преузимање дигиталне слике на коју се односи НФТ. Један колекционар, кога је цитирао часопис Вајс (енгл. Vice), упоредио је вредност купљеног НФТ-а са вредношћу статусног симбола „да би се истакао како себи могу приуштити да платим толико“.
Фраза „менталитет десног клика“ (енгл. right-clicker mentality), се вирално проширила међу онима који су били критични према НФТ тржишту и који су присвојили тај термин да би се похвалили својом способношћу да с лакоћом сниме дигиталну уметност коју подржава НФТ.  Ову критику је промовисао аустралијски програмер Џефри Хантли који је креирао „НФТ Беј“, по узору на Пират Беј. НФТ Беј је рекламирао торент фајл за који се тврдило да садржи 19 терабајта дигиталних уметничких НФТ слика.

### Складиштење ван блокчејна
НФТ-ови који представљају дигиталну уметност генерално не чувају придружену датотеку уметничког дела на блокчејну због величине такве датотеке и ограничене брзине обраде блокчејнова. НФТ токен функционише као сертификат о власништву, са веб адресом која указује на уметничко дело на које се НФТ односи.

### Забринутост за животну средину
Постоји одређена забринутост да куповина и продаја НФТ-а са блокчејн трансакцијама изискује повећану потрошњу енергије и емисију гасова стаклене баште. Иако сви облици Итиријум трансакција имају утицај на окружење, директан утицај трансакције такође зависи од величине Итиријум трансакције. Протокол доказа о раду потребан за регулисање и верификацију блокчејн трансакција на мрежама као што је Итиријум троши велику количину електричне енергије.  За процену карбонског отиска неке НФТ трансакције потребне су различите претпоставке или процене о начину на који је та трансакција постављена на блокчејну, економском понашању блокчејн рудара (и енергетским захтевима њихове опреме за рударење),  и количини обновљиве енергије која се користи на овим мрежама.
Неке НФТ технологије користе протоколе за валидацију, као што је PoS (енгл. proof of stake), који користе много мање енергије по циклусу валидације. Други приступи смањењу електричне енергије укључују коришћење ванланчаних трансакција у процесу стварања НФТ-а. Бројни НФТ уметнички сајтови се баве овим проблемима и примењују бројна технолошка решења. Други дозвољавају опцију куповине "карбонских компензација" приликом куповине НФТ-а, иако су еколошке користи од тога упитне. У неким случајевима, НФТ уметници су се чак одлучивали да одустану од продаје својих радова како би својим примером ограничили емисију угљеника.

### Накнаде уметника и купаца
Продајне платформе наплаћују уметницима и купцима накнаде за стварање, уврштавање, потраживање и секундарну продају. Анализа тржишта НФТ-а у марту 2021. године, непосредно након Бипловог филма „Свакодневно: првих 5000 дана“ који је продат за 69.3 милиона долара, открила је да се већина НФТ уметничких дела продавала за мање од 200 долара, док је трећина продата за мање од сто долара. Они који су продавали НФТ-ове испод 100 долара плаћали су накнаде за платформу између 72,5% и 157,5% од износа продаје. У просеку, трошкови чине 100,5% од продајне цене, што значи да су такви уметници у просеку плаћали више новца за трошкове него што су приходовали од продаје.

### Плагијат и превара
Било је случајева да су радове неких ствараоца други продавали као НФТ без дозволе. Након што је уметница Кинг Хан умрла 2020. године, њен идентитет је преузео преварант и одређени број њених радова постао је доступан за куповину као НФТ. Слично томе, продавац који се представљао као Банкси успео је да прода НФТ који је наводно направио уметник за 336.000 долара 2021. године. Продавац је вратио новац након што је случај привукао пажњу медија. Анонимност повезана са НФТ-овима и лакоћа са којом се они могу фалсификовати отежавају покретање правног поступка против плагијатора НФТ-а.
У фебруару 2023. суд у Њујорку је наложио уметнику Мејсону Ротшилду да исплати 133.000 долара одштете компанији Хермес, након што је порота стала на страну носиоца ауторских права. Случај се односио на дигиталне репродукције Биркин ташне, бренда компаније Хермес из 2021.
Нека тржишта НФТ-а одговорила су на случајеве плагијата стварањем „тимова за уклањање“ како би одговорили на жалбе уметника. НФТ тржиште Опен Си има правила против плагијата и дипфејка. Неки уметници су критиковали напоре Опен Си, рекавши да споро реагују на захтеве за уклањање и да су уметници подложни преварама од корисника који лажно тврде да су представници Опен Си платформе. Други тврде да не постоји тржишни подстицај за НФТ платформама да се обрачунавају са плагијаторима.
- Процес познат као "ковање у сну" (енгл. sleepminting) омогућава преваранту да створи НФТ у дигиталном новчанику уметника и пренесе га назад на сопствени новчаник, а да уметник не буде свестан.[188] Ово је омогућило легалном хакеру (енгл. white hat hacker)  да искује лажни НФТ који је наизглед потекао из новчаника уметника Бипла.[188]
- Забринутост због плагијата навела је уметнички сајт Девијант Арт да креира алгоритам који упоређује уметничку слику корисника објављену на њиховом сајту са примерцима на популарним НФТ тржиштима. Ако алгоритам идентификује сличност, обавештава и упућује аутора како могу да контактирају НФТ платформе да захтевају да уклоне плагијат свога дела.[189]
- Би-Би-Си је известио о случају инсајдерске трговине када је запослени на НФТ платформи Опен Си купио одређене НФТ-ове пре него што су ови били лансирани, уз претходно знање да ће баш ови НФТ-ови бити промовисани на почетној страници компаније. Пошто је НФТ трговање нерегулисано, нема правног лека за злоупотребе ове врсте.[190]
- Када је Адобе најавио да додаје подршку за НФТ свом графичком уређивачу Фотошопу, компанија је предложила стварање базе података и система датотека (IPFS) као алтернативе за утврђивање аутентичности дигиталних дела.[191]
- Цена плаћена за одређене НФТ-ове и обим продаје одређеног аутора НФТ-а могу бити вештачки надувани вештачким купопродајама, што је преовлађујуће због недостатка институционализованих прописа о НФТ-овима.[192] [193]

### Безбедност
У јануару 2022. објављено је да продавци искориштавају неке НФТ-ове да несвесно прикупљају ИП адресе корисника. „Искоришћавање“ функционише преко ванланчане природе НФТ-а, пошто рачунар корисника аутоматски прати веб адресу у НФТ-у да би приказао садржај. Сервер на адреси тада може да евидентира ИП адресу и, у неким случајевима, динамички мења враћени садржај да би показао резултат. Опен Си има посебну рањивост на ово јер омогућава повезивање ХТМЛ датотека.

### Пирамидалне/Понзи шеме
Критичари упоређују структуру тржишта НФТ-а са пирамидалном или Понзи шемом, у којој рани корисници профитирају на рачун оних који касније купују. У јуну 2022. Бил Гејтс је изјавио да верује да су НФТ „100% засновани на овим шемама.

### Преваре приликом излаза или „повлачења тепиха“
„Повлачење тепиха“ је превара, слична превари са "навлакушама", у којој програмери НФТ или неког другог блокчејн пројекта најављују вредност пројекта да би подигли цену свог производа да би онда изненада продали све своје токене како би себи осигурали огроман профит. Наглим напуштањем пројекта, он губи на својој ликвидности и трајно му се срозава вредност.